# 麥特·歐森
馬修·肯特·歐森（英語：Matthew Kent Olson，1994年3月29日—），為美國職棒大聯盟的一壘手，目前效力於亞特蘭大勇士。他先前曾效力於奧克蘭運動家。

## 職業生涯

### 奧克蘭運動家
2012年美國職棒大聯盟選秀，運動家隊在第1輪47順位選進了歐森。他放棄就讀范德堡大學，選擇與球隊簽約。
2012年，他在亞利桑那秋季聯盟出賽50場，打擊率2成82，9轟45分打點。2013年，他在1A出賽134場，打擊率2成25，23轟93分打點。
2014年，他在高階1A出賽138場，打擊率2成62，37轟97分打點。2015年他在2A出賽133場，打擊率2成49，17轟75分打點。2016年，他在3A出賽131場，打擊率2成35，17轟60分打點。
2016年9月12日，歐森登上大聯盟。2017年，他在3A出賽79場，打擊率2成72，23轟60分打點。該年他也在運動家隊出賽59場，打擊率2成59，24轟45分打點。他在9月擊出13轟為大聯盟菜鳥紀錄，其中還包含連續5場開轟。
2018年4月18日，歐森擊出生涯首支再見安。9月26日擊出首支滿貫砲。該年他打擊率2成47，29轟84分打點。他還贏得了生涯首座金手套。

### 亞特蘭大勇士
2022年3月14日，運動家將歐森交易到勇士，換來Cristian Pache、Shea Langeliers、Joey Estes和Ryan Cusick。隔天，他隨即和球隊簽下8年1億6千8百萬美元的合約。而他在運動家使用的28號背號也繼續在勇士隊使用。
2023年，歐森生涯第二度入選2023年明星賽，擔任國聯替補內野手。8月10日，擊出本季第40支全壘打時，歐森創下了最快40支全壘打的隊史紀錄。在9月11日，他擊出第50支全壘打，成為自2005年安德魯·瓊斯以來勇士隊的第二位50全壘打俱樂部成員。分別在9月12日和16日，歐森打破了瓊斯的隊史全壘打紀錄。在9月28日，奧爾森擊出本季第54支全壘打，並打破了原本由艾迪·馬修斯所保持的生涯球隊單季打點的紀錄。 在2023賽季結束後，歐森贏得了國家聯盟一壘手的銀棒獎。

## 外部連結
- 球員資訊和成績在MLB ，ESPN ，Retrosheet ，Baseball Reference ，Baseball Reference (Minors) ，Fangraphs ，The Baseball Cube （英文）
- 麥特·歐森的X（前Twitter）
- 麥特·歐森的Instagram帳戶